# Copris subsidens
Copris subsidens är en skalbaggsart som beskrevs av Louis Albert Péringuey 1901. Copris subsidens ingår i släktet Copris och familjen bladhorningar. Inga underarter finns listade i Catalogue of Life.